# Fernand de Magellan
Vous lisez un « bon article » labellisé en 2010.
Pour les articles homonymes, voir Magellan.
Fernand de Magellan (en portugais Fernão de Magalhães, en castillan Fernando de Magallanes), né vers 1480 probablement à Porto et mort le 27 avril 1521 sur l'île de Mactan (actuelles Philippines), est un navigateur et explorateur portugais de l'époque des grandes découvertes, passé au service de la Couronne de Castille, avec le projet d'atteindre les Indes orientales, notamment les îles Moluques en Indonésie, en naviguant vers l'ouest, ce qui était le projet inabouti de Christophe Colomb en 1492 ; Magellan espère donc trouver un passage de l'océan Atlantique à l'océan oriental auquel il donnera le nom d'océan Pacifique.
Parti de Séville en 1519, il longe la côte d'Amérique du Sud, rencontre un peuple inconnu qu'il nomme Patagons puis, guidé par des pêcheurs indigènes fuégiens, franchit, très au sud des terres connues, le passage qui portera le nom de détroit de Magellan. Il traverse l'océan Pacifique dans sa plus grande largeur et atteint les îles Philippines où, s'impliquant directement dans un conflit entre chefs indigènes, il est tué au combat en avril 1521.
Son escadre, réduite à deux navires, atteint ensuite les Moluques, seul endroit au monde où pousse le giroflier, et, après avoir chargé une cargaison, se sépare : son lieutenant Juan Sebastián Elcano ramène son navire à Séville en passant par le cap de Bonne-Espérance, c'est-à-dire en traversant la zone attribuée au Portugal par le traité de Tordesillas (1493), ce qui implique de ne jamais faire escale : il réalise ainsi la première circumnavigation de l'histoire, mais au prix de nombreux morts. L'autre navire, repartant vers le détroit de Magellan, tombe aux mains des Portugais faute de trouver des alizés favorables.
Bien que Magellan n'ait pas été au terme de son périple, il a souvent été considéré comme le premier homme à avoir accompli le tour du monde. D'autres réservent cet honneur à Elcano et ses autres compagnons rentrés en Europe, ou encore a Enrique, un serviteur malais que Magellan avait ramené d'un précédent voyage.
Ce voyage est connu par le récit de l'Italien Antonio Pigafetta, un des membres de l'expédition, publié à partir de 1526, et par d'autres documents d'époque.

## Contexte

### La science géographique au début duXVIesiècle
Contrairement à certaines idées reçues, la sphéricité de la Terre était admise dans les milieux savants de l'Europe du Moyen Âge, notamment par les gens d'Église,.
Pour Platon et Aristote, la sphéricité de la Terre était un fait certain. Au IIIe siècle av. J.-C. déjà, Ératosthène en avait mesuré la circonférence avec une exactitude remarquable et le géographe Claude Ptolémée au IIe siècle se place dans son prolongement. Ce savoir perdure durant tout le Moyen Âge, notamment grâce aux écrits d'Isidore de Séville au VIe siècle, ainsi que ceux d'Aristote, la grande référence des universités médiévales.
Le Traité de la sphère de Joannes de Sacrobosco, écrit à Paris en 1224, est largement diffusé dans les cercles savants sans que l'Église y trouve à redire. Ce qui est parfois mis en doute, c'est notamment la possibilité pour des hommes de vivre aux antipodes, par exemple par saint Augustin, mais il ne conteste pas la sphéricité de la Terre. Quant à Thomas d'Aquin, il disait s'aligner sur les écritures pour ce qui concernait la foi, et sur les savants reconnus comme Aristote pour les choses de la nature, ce qui suppose selon la vision d'Aristote une Terre sphérique.
Le plus ancien globe terrestre conservé a été réalisé à Nuremberg par Martin Behaim en 1492.
Le problème concerne non pas la forme de la Terre, mais sa situation dans l'univers : au centre selon la quasi-totalité des savants. Cette théorie ne va être remise en cause qu'un peu plus tard, par Copernic (1543), puis par Galilée.

### Les grandes découvertes duXVesiècle: la primauté du Portugal
Au cours du Moyen Âge, les classes dirigeantes européennes ont développé un goût pour les épices exotiques, ce qui a favorisé, outre l'intérêt de géographes, celui d'explorateurs et de commerçants,.
Mais le commerce entre l'Europe et l'Asie orientale, les « Indes », passe pour la quasi-totalité entre les mains des intermédiaires musulmans, les marchands chrétiens (Vénitiens et Génois surtout) n'assurant que le transport en Méditerranée.
La volonté de trouver une voie directe vers les Indes se concrétise d'abord au Portugal, dès les années 1410, avec l'infant Henri le Navigateur, qui lance l'exploration systématique des côtes d'Afrique. En 1488, Bartolomeu Dias parvient jusqu'à la pointe la plus au sud de l'Afrique. Sur le chemin du retour, il nomme ce lieu le « cap de la Tourmente » en raison de la présence des vent violents (il est rebaptisé par la suite le « cap de Bonne-Espérance » par Jean II du Portugal pour l'espoir qu’il procure d'atteindre l'Extrême-Orient). En 1498, Vasco de Gama arrive enfin aux Indes et ouvre la voie vers l'est.
Plusieurs bulles pontificales ont entériné l'exclusivité des Portugais en Afrique au sud des îles Canaries, possession de la Castille. La reine de Castille, Isabelle, et son époux le roi Ferdinand d'Aragon, reconnaissent cette situation par le traité d’Alcáçovas (1479).

### L'expansion espagnole à partir de 1492
Après avoir achevé la Reconquista (3 janvier 1492), les Rois catholiques chargent Christophe Colomb d'atteindre les Indes en traversant l'océan Atlantique. En octobre 1492, Colomb découvre plusieurs îles des Caraïbes, notamment Hispaniola et Cuba, qu'il identifie comme des territoires inconnus des Indes.
Ces découvertes étant revendiquées par le roi du Portugal, un compromis est signé en le 7 juin 1494 sous l'égide du pape Alexandre VI : le traité de Tordesillas. Il établit un méridien divisant le monde entre une zone d'exclusivité portugaise et une zone d'exclusivité castillane. Ce méridien est situé à 370 lieues à l'ouest des îles du Cap-Vert (laissant notamment l'est du Brésil, encore inconnu, aux Portugais).
Après avoir colonisé Hispaniola à partir de 1493, les Espagnols entament leur expansion en Amérique : la Jamaïque (1509), Cuba (1511). En 1516, un important changement a lieu pour la couronne espagnole : la mort de Ferdinand II d'Aragon, veuf depuis 1504 d'Isabelle de Castille. Né à Gand, son petit-fils Charles de Habsbourg (1500-1558), souverain des Pays-Bas, lui succède en tant que Charles Ier de Castille et d'Aragon. En 1519, il devient l'héritier des possessions de la maison de Habsbourg et en 1520, il est élu empereur du Saint-Empire romain germanique sous le nom de Charles Quint. Il se forme ainsi un véritable empire des Habsbourg dans toute l'Europe.

### De Colomb à Magellan: le projet d'atteindre les Indes par l'ouest
À cette époque, le projet initial de Christophe Colomb reste inachevé. C'est Magellan qui décide de le mener à bien. Magellan est un Portugais, il a donc eu accès aux comptoirs portugais des Indes : il a notamment séjourné à Malacca en 1511-1512. Il reçoit des lettres des Moluques de son ami Francisco Serrão, qui s’y trouve à partir de 1512. Les Moluques sont alors le producteur exclusif du clou de girofle.
Magellan est persuadé que les Moluques (« les îles aux épices ») se trouvent dans la moitié du globe qui revient à la couronne de Castille. Il pense pouvoir les atteindre en naviguant vers l'ouest et en trouvant un passage vers l'océan qui sépare l'Amérique de l'Asie. Il se met donc au service de la Couronne de Castille : le roi Charles 1er accepte son projet en 1519, de même que les Rois catholiques avaient accepté celui de Colomb en avril 1492.
Après avoir atteint les Moluques, un des navires de son escadre effectuera le tour du monde, ce qui n'était en rien le projet initial. L'événement eut un retentissement considérable en Europe. Comme le souligne Pierre Chaunu « jamais le monde n'a été aussi grand qu'au lendemain du périple de Magellan ».

## Historiographie du voyage de Magellan

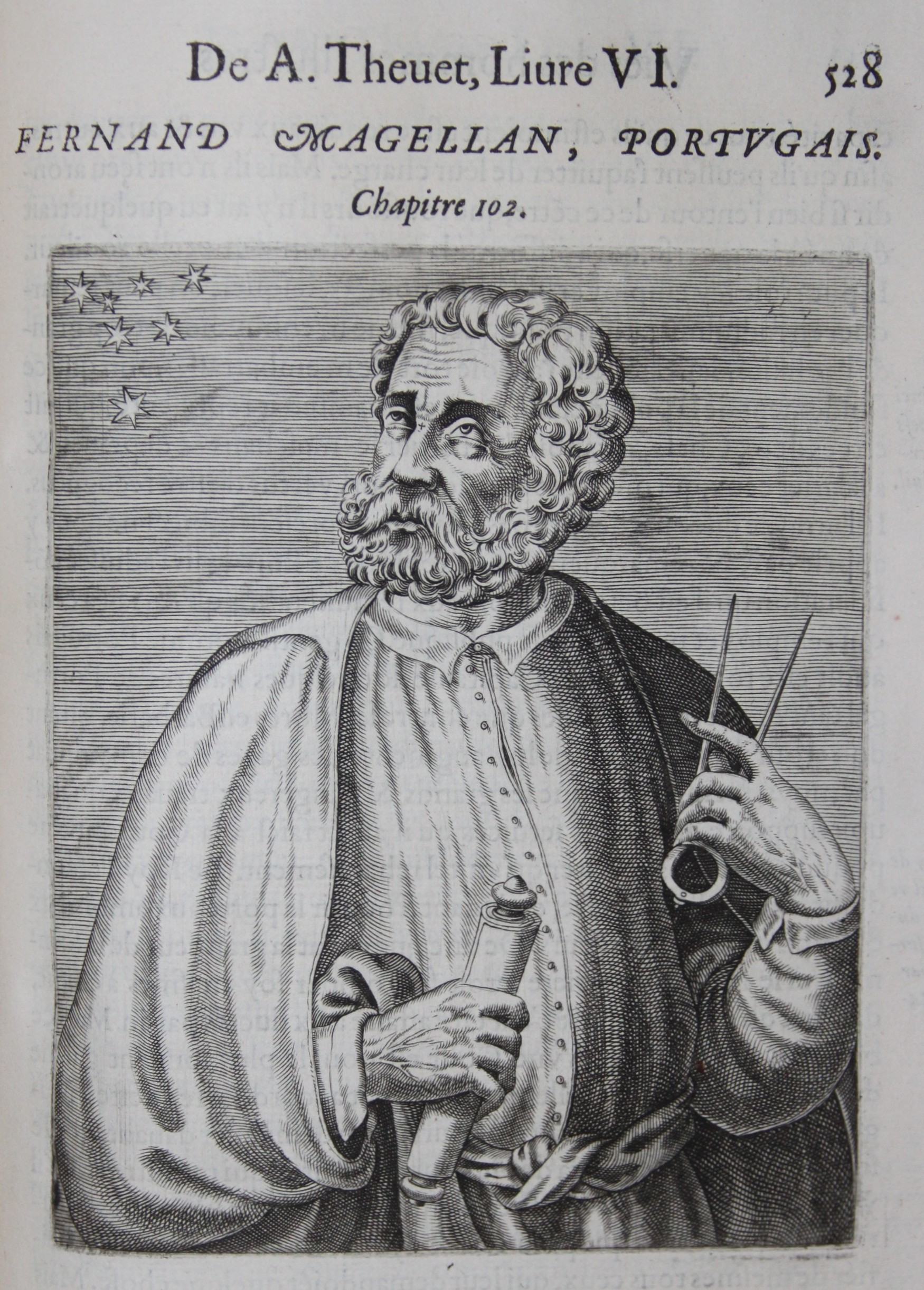
Page couverture de Portraits et vies des hommes illustres, 1584.

Ce voyage est dès le XVIe siècle l'objet de récits, commentaires et témoignages, mais les premiers travaux importants concernant Magellan datent du XIXe siècle avec la publication en 1864 d'une biographie du navigateur par l'historien chilien Diego Barros Arana. Ses travaux amènent des auteurs européens à écrire eux aussi sur ce sujet à la fin du XIXe siècle et au début du XXe siècle, jusqu'aux synthèses très importantes de José Toribio Medina en 1920 et celle du vicomte de Lagoa en 1938, date à laquelle tous les documents d'archives disponibles sont connus et publiés.
Les origines de Magellan et les détails de sa vie avant le départ pour les Moluques sont incertains.
En revanche, le voyage est dans l'ensemble bien connu grâce à plusieurs documents d'époque, en premier lieu le Journal du voyage de Magellan d'Antonio Pigafetta, un des survivants du périple. Son manuscrit est perdu, mais il en existe quatre copies (trois en français et une en italien), la plus complète étant le manuscrit de Yale . Il existe également des lettres et des dépositions, ainsi que des récits et témoignages plus fragmentaires comme le journal de bord de Francisco Albo, le récit de Ginés de Mafra ou le carnet de bord du pilote génois. Tous ces documents ont permis aux historiens de retracer la totalité du parcours de la flotte de Magellan et d'identifier les lieux visités.
Les chroniqueurs du temps ont rendu compte de l'exploit : du côté espagnol, Maximilianus Transylvanus dès janvier 1523, Pierre Martyr d'Anghiera en 1530 et le chroniqueur royal Antonio de Herrera y Tordesillas en 1601 — plus tardif, mais plus fiable que ses prédécesseurs Gonzalo Fernández de Oviedo y Valdés et Francisco López de Gómara ; du côté portugais, Fernão Lopes de Castanheda (1552), Damião de Góis (1557) et João de Barros (1563).
Pedro Reinel et Jorge Reinel, cartographes portugais venus rejoindre Magellan, dessineront en 1519 une splendide carte du monde plaçant les Moluques, sur les indications du navigateur, à l’ouest du Pacifique, mais clairement dans le domaine du roi d'Espagne (cette carte, dont un fac-similé est conservé à la Bibliothèque nationale de France, est reproduite au paragraphe Traversée du Pacifique et mort de Magellan 1520-1521 ci-dessous).

## Les débuts de Magellan au service du royaume du Portugal (v. 1480-1517)

### Origines familiales et formation
Fernand de Magellan serait né vers 1480 au nord du royaume du Portugal. Plusieurs localités, telles Sabrosa, Ponte da Barca, Vila Nova de Gaia ou Porto, revendiquent d'avoir vu naître Magellan.
Il appartient à l'une des branches de la vieille lignée des Magalhães, famille noble du nord du Portugal dont l'origine remonte à la fin du XIIIe siècle. Les historiens peinent à le situer dans l'arbre généalogique et ignorent tout de sa jeunesse : quelques traces suspectes semblent indiquer que ses parents, Rui de Magalhães, alcaide-mor (gouverneur) d'Aveiro, et Alda de Mesquita, appartiennent à la petite noblesse. Dès son plus jeune âge, son père obtient peut-être qu'il soit page à la cour de la reine Éléonore de Viseu où il apprend probablement la navigation et l'astronomie, enseignées notamment par Martin Behaim.

### Premiers voyages en Asie du Sud et au Maroc (1505-1514)
La première mention historiquement sûre, une pièce d'archive, le désigne comme supplétif (sobresaliente) et pensionné (moradores) de la Maison du Roi sur la flotte de Francisco de Almeida, nommé vice-roi des Indes orientales portugaises.
Le 25 mars 1505, à l'âge de 24 ans, il quitte Lisbonne et monte à bord d'une armada de vingt navires et d'environ 1 500 hommes,. Le 16 mars 1506, il participe à son véritable premier combat lors de la bataille de Cannanore, où la flotte portugaise affronte l'armada du zamorin. Il en ressortira blessé. Il est envoyé à Sofala, en Afrique, puis transféré à Lisbonne pendant l'été 1507. Frustré de son court périple, il souhaite rapidement repartir avec une prochaine flotte portugaise vers les Indes. Il participe à l'expédition du navigateur Diogo Lopes de Sequeira, qui est à la tête de quatre navires. Grâce aux informations fournies par le voyageur italien Ludovico de Varthema révélant les richesses abondantes de la région d'Extrême-Orient, et surtout qui confirme l'existence des Moluques, surnommées les « îles aux épices ». Ainsi, la flotte part en direction de Malacca, une ville portuaire stratégique pour détenir le monopole commercial de la région des Indes selon ses dires. En avril 1509, la flotte atteint les Indes, et à la mi-août, elle parvient à Cochin.
Le 11 septembre 1509, Malacca est en vue, les paroles de Varthema sont vraies car cette cité est un véritable carrefour commercial. Cependant, elle est sous contrôle musulman et le sultan Mahmud Shah de Malacca apprend l'arrivée imminente des Portugais. Ayant eu écho des violences menées par ceux-ci lors des pillages et des saccages dans les Indes, le sultan se fait convaincre par les communautés marchandes musulmanes de mener un complot contre leur future présence. Le plan des Malais est le suivant : accueillir généreusement les Portugais pour profiter de leur inattention afin de les attaquer. La flotte de Sequeira jette l'ancre aux abords de Malacca et profite de l'hospitalité des étrangers pour commercer et nouer des relations. Les matelots s'empressent de visiter la cité tandis que les capitaines restent à bord des navires afin de maintenir la surveillance. Cependant, le capitaine de l'un des navires, chargé de la surveillance de la flotte, Garcia de Susa, constate que les Malais sont de plus en plus nombreux autour des bateaux portugais et il anticipe un éventuel complot. Il ordonne à un de ses hommes qui n'est autre que Magellan de dépêcher l'information à Sequeira. Se rendant en chaloupe au vaisseau amiral, il fait discrètement part du plan au capitaine qui joue aux échecs. Surveillés par les autochtones, les Portugais doivent rester neutres jusqu'au moment où une nuée de fumée est dégagée depuis le palais du sultan afin d'émettre le signal de l'attaque. Ils parviennent à se défendre en jetant par dessus bord les Malais et en levant l'ancre pour prendre la fuite. Seulement, parmi tous les Portugais qui combattent à terre, l'un d'eux, Francisco Serrão, l'ami de Magellan, est pris en tenaille par les Malais. Magellan se précipite alors pour lui sauver la vie et tous deux réussissent à s'enfuir à bord d'une barque. Un tiers de l'équipage portugais est massacré sur place, c'est une immense défaite pour la couronne. Magellan ramène avec lui un esclave originaire de Sumatra, nommé Henrique, qui deviendra son compagnon d'aventure.
Durant les deux années qui suivent, il participe au commerce des épices, notamment du poivre. En 1510, il est affecté à l'équipage d'Afonso de Albuquerque pour venger la défaite essuyée par Sequeira en 1509. A l'été 1511, Magellan participe à la victorieuse prise de Malacca qui permet au royaume du Portugal de bénéficier du monopole commercial de la région et d'ouvrir de nouvelles portes vers de possibles nouvelles régions à conquérir. Son ami Francisco Serrão atteint l'île de Ternate dans les Moluques où il s'établit après avoir gagné les faveurs du roi local. Magellan recevra des nouvelles de son ami Francisco Serrão par courrier, où il lui promet de bientôt lui rendre visite en passant par une autre route que celle empruntée habituellement par les Portugais. Il s'agit peut-être là des prémices du futur projet de Magellan qui est de trouver une nouvelle route maritime en passant par l'ouest pour atteindre les Indes.
En 1512, il retourne à Lisbonne et découvre un tout autre pays. Après avoir passé sept ans à naviguer sur les mers, il ne reconnaît plus son pays natal qui a profité des richesses accumulées lors des expéditions pour se moderniser. Il constate également que les marins envoyés à la découverte du monde ne sont que très peu honorés par leurs concitoyens et qu'ils sont presque mis au ban de la société. Il ne reçoit qu'une minime pension financière pour ses efforts fournis à la couronne, ce qui le révolte et l'incite à repartir en expédition.
À l'été 1513, Magellan est envoyé au Maroc au sein d'une puissante armée qui doit combattre le sultanat Wattasside afin de s'emparer d’Azemmour. Durant les combats, il est blessé à la jointure du genou, ce qui le laisse boiteux de sa jambe gauche pendant le restant de sa vie. Il est désaffecté du combat et au lieu de rentrer au pays, il préfère surveiller le bétail. Néanmoins, par maladresse, le troupeau s'enfuit et Magellan est accusé de commercer illégalement avec les Maures. Agacé par ces fausses accusations, il déserte l'armée et regagne la capitale portugaise en novembre 1514 pour demander réparation auprès du roi Manuel Ier du Portugal par l’attribution d’une meilleure place et d’une pension plus élevée. Le monarque lui ordonne de retourner à son poste à Azemmour et il doit obéir. À son retour en Afrique, les accusations sont vite abandonnées et Magellan obtient sous peu une autorisation pour rentrer définitivement au pays.

### Le retour en Europe (1515-1517)
Il rentre à Lisbonne au début de l'année 1515 et négocie une nouvelle entrevue avec le roi Manuel Ier pour lui présenter deux requêtes. Avant cela, il rejette farouchement les imputations portées envers lui dans l'affaire du troupeau de moutons en présentant au roi des documents officiels attestant son innocence. Puis, il présente sa première volonté qui est de réévaluer sa solde mensuelle en invoquant sa blessure à la jambe comme signe des efforts qu'il mène depuis des années pour le royaume. Le souverain, irrité par sa façon de se comporter qu’il juge dédaigneuse, rejette pour la seconde fois sa demande. Magellan expose alors sa seconde requête qui est d'accéder à un meilleur poste qui serait digne de son expérience selon lui. Mais le roi met fin à ses espérances en refusant catégoriquement de lui attribuer ce pour quoi Magellan s'est présenté. Dans une ultime confrontation, le jeune explorateur lui demande s'il voit un souci à ce qu'il œuvre pour un autre pays. Manuel Ier le dédaigne et l'incite à partir où bon lui semble. Magellan est désormais sûr, son pays le rejette et il n'est plus question de rendre du service pour une nation qui le méprise. On ne sait pas si c'est à cette occasion qu'il présente son projet d'atteindre les Indes par l'ouest, ce qui est sûr, c'est que son entreprise ne sera pas mise en œuvre pour le Portugal mais pour un autre pays.
Magellan demeure encore une année à Lisbonne et y fréquente d'autres explorateurs afin d'en apprendre plus sur leur expérience et leurs découvertes. Il se lie d'amitié avec le cartographe et astronome portugais Rui Faleiro. C'est un personnage qui n'a jamais voyagé mais qui donne à Magellan des connaissances sur la navigation astronomique. Les deux hommes vont se compléter car l'un sait manier un navire et l'autre sait calculer les distances pour le repérage maritime. En parallèle des travaux menés par les deux hommes, Magellan exploite les archives royales pour étudier les cartes, les journaux de bord et les documents conservés des anciennes expéditions menées par la couronne, notamment au Brésil.

## La tombée en disgrâce et l'allégeance au royaume d'Espagne (1517-1519)

### L'arrivée en Espagne
Le 20 octobre 1517, Magellan parvient à Séville, en Espagne. Dans ce pays qui lui est étranger, il doit tisser des relations pour se frayer un chemin vers la cour du nouveau roi d'Espagne, Charles Ier (qui prend par la suite le nom le plus connu de Charles Quint), qui vient à 18 ans d'être proclamé « roi des Espagnes » aux Pays-Bas habsbourgeois et doit se rendre à la mi-novembre 1517 à Valladolid pour y installer sa cour et prendre la couronne espagnole. Cela laisse à Magellan le temps de se familiariser avec sa nouvelle vie.
Il se lie d'amitié avec deux hommes : l'explorateur et l'alcade de l'arsenal de Séville, Diogo Barbosa, un Portugais ayant renié sa patrie au profit de l'Espagne, et son fils Duarte Barbosa. Les trois hommes ont en commun un voyage aux Indes et leur expérience de navigation. Diogo Barbosa incite Magellan à venir s'installer chez lui et le place sous sa protection.
En décembre 1517, Magellan épouse Beatriz Barbosa, fille de Diogo Barbosa, avec laquelle il a deux enfants, Rodrigo mort en bas âge et Carlos, mort à la naissance. Cette union lui permet de percevoir une dot de 600 000 maravédis. Magellan prend le nom espagnol de Fernando de Magallanes à la place de Magalhães.

### Une nouvelle place au sein de la société espagnole
Ce mariage ayant permis à Magellan un début d’insertion dans la société espagnole, il entre en contact avec l'administration coloniale de la Casa de Contratación pour présenter son projet. Mais celle-ci ne veut pas s'engager à financer une entreprise aussi risquée que la sienne, surtout venant d'un étranger à la patrie espagnole.
Cependant, un certain Juan de Aranda, directeur commercial de l'administration coloniale, est intéressé par le projet de Magellan pour en tirer bénéfice. Aranda se renseigne sur l'initiateur du projet ainsi que sur son ami Rui Faleiro auprès du marchand castillan Christopher de Haro, qui le conforte dans son idée et propose de financer lui-même l'expédition par la suite.
Juan de Aranda s'accapare le projet pour le présenter à la cour royale espagnole. Faleiro accuse alors Magellan d'avoir trahi leur secret en le révélant à un tiers et refuse de se rendre à Séville malgré la demande de son ami de l'y rejoindre. Cet accrochage est cependant de courte durée car peu de temps après, l'audience royale est acceptée. Les trois hommes négocient la répartition des parts de bénéfices que l'expédition peut leur apporter dans le futur.

### La présentation du projet à la cour espagnole
Le conseil rassemblé est composé de quatre membres : le cardinal Adrien d'Utrecht, le précepteur Guillaume de Croÿ, le chancelier d'Etat Jean Sauvage et le cardinal Juan Rodríguez de Fonseca. Le discours de Magellan les convainc qu’il n'est pas un charlatan qui prétend connaître l'impossible, mais au contraire un homme plein d'expérience  doté de connaissances particulières notamment grâce aux anciens témoignages de Varthema et des lettres de Serrão, devenu le vizir de Ternate. De plus, il présente son ancien esclave et compagnon, Henrique, ainsi qu'une autre esclave de Sumatra pour montrer l'«exotisme» présent vers les îles aux épices.
Arrive le moment où ils présentent leur projet au conseil et au monarque espagnol, Charles Ier, qui vient tout juste d'arriver en Espagne. Magellan explique qu'il est inutile et peu rentable de passer par l'est pour rejoindre les riches îles, il propose de passer par l'ouest comme l'ont fait les grands explorateurs pour trouver la voie qui permet de contourner l'immense continent américain. Toutefois, le jeune roi se méfie de ce projet car il ne veut pas entrer en conflit avec la décision papale prise lors du traité de Tordesillas qui divise en deux hémisphères distincts le reste du monde entre le royaume du Portugal et le royaume d'Espagne. Mais Magellan et Faleiro prétendent une nouvelle fois détenir la preuve que ces îles se situent dans la zone espagnole et non pas dans la zone portugaise. Après que Magellan a expliqué le projet, Faleiro prend le relais en démontrant avec des outils de calcul la localisation des îles. Grâce à un globe, il dessine l'itinéraire emprunté et situe les îles, dessinées en dehors de la zone portugaise (la géographie actuelle prouve que les îles sont bel et bien situées dans la zone portugaise, et non pas espagnole).
La proposition de Magellan, qui bénéficie également de l'appui du puissant Fonseca, paraît particulièrement intéressante pour Charles Ier, puisqu'elle permettrait d'ouvrir la « route des épices » sans dégrader les relations avec le voisin portugais, une action qui ne manquerait pas d'apporter richesse et honneurs à la monarchie. Depuis la Junta de Toro en 1505, la Couronne s'était fixé pour objectif de découvrir la route occidentale qui mènerait les Espagnols jusqu'en Asie. L'idée était donc dans l'air du temps. Le projet est validé et les requêtes écrites des deux hommes doivent être soumises rapidement au conseil royal.

### L'après rencontre avec le conseil royal d'Espagne
Une fois l'appui du conseil obtenu, Magellan détient tout ce qu'il rêve d'avoir pour accomplir son entreprise. L'arrivée d'un nouveau soutien lui permet de renforcer définitivement le projet : Christopher de Haro. Le marchand castillan qui a conseillé Aranda afin de s'allier à Magellan et Faleiro, est établi en Espagne depuis sa tombée en disgrâce auprès du roi Manuel Ier du Portugal, il est riche commerçant qui a bonne réputation auprès de la cour royale. Son appui à Magellan conforte la cour qui comprend l'importance et la rentabilité du projet.
Le 22 mars 1518, le contrat définitif est conclu grâce à la signature royale de Charles Ier apposée sur la capitulation (convention qui confie des privilèges à des sujets) dont Magellan et Faleiro disposent désormais.

## Le plan de Magellan et son origine

### La trame du plan
Son plan est simple : ouvrir une nouvelle voie commerciale vers l'ouest en franchissant un passage par le sud du grand continent américain. Cette route permettrait d'accélérer l'arrivée aux Indes et de bénéficier d'un monopole commercial des futures régions conquises. L'important est de passer de l'océan Atlantique à l'océan encore inconnu situé au-delà (qu'il baptisera par la suite « océan Pacifique »). Le but est de rejoindre les riches « îles aux épices » (les îles Moluques) afin de prouver leur existence et de s'accaparer le monopole exclusif des richesses présentes sur celles-ci : les épices, les minerais, les plantes… Une fois ceci accompli, il est prévu un retour par l'itinéraire emprunté afin de revenir au pays d'origine.
Contrairement aux fausses pensées, il n'a jamais été question pour Magellan de faire un tour du monde, une circumnavigation.

### Un futur triomphe qui s'appuie originellement sur une erreur

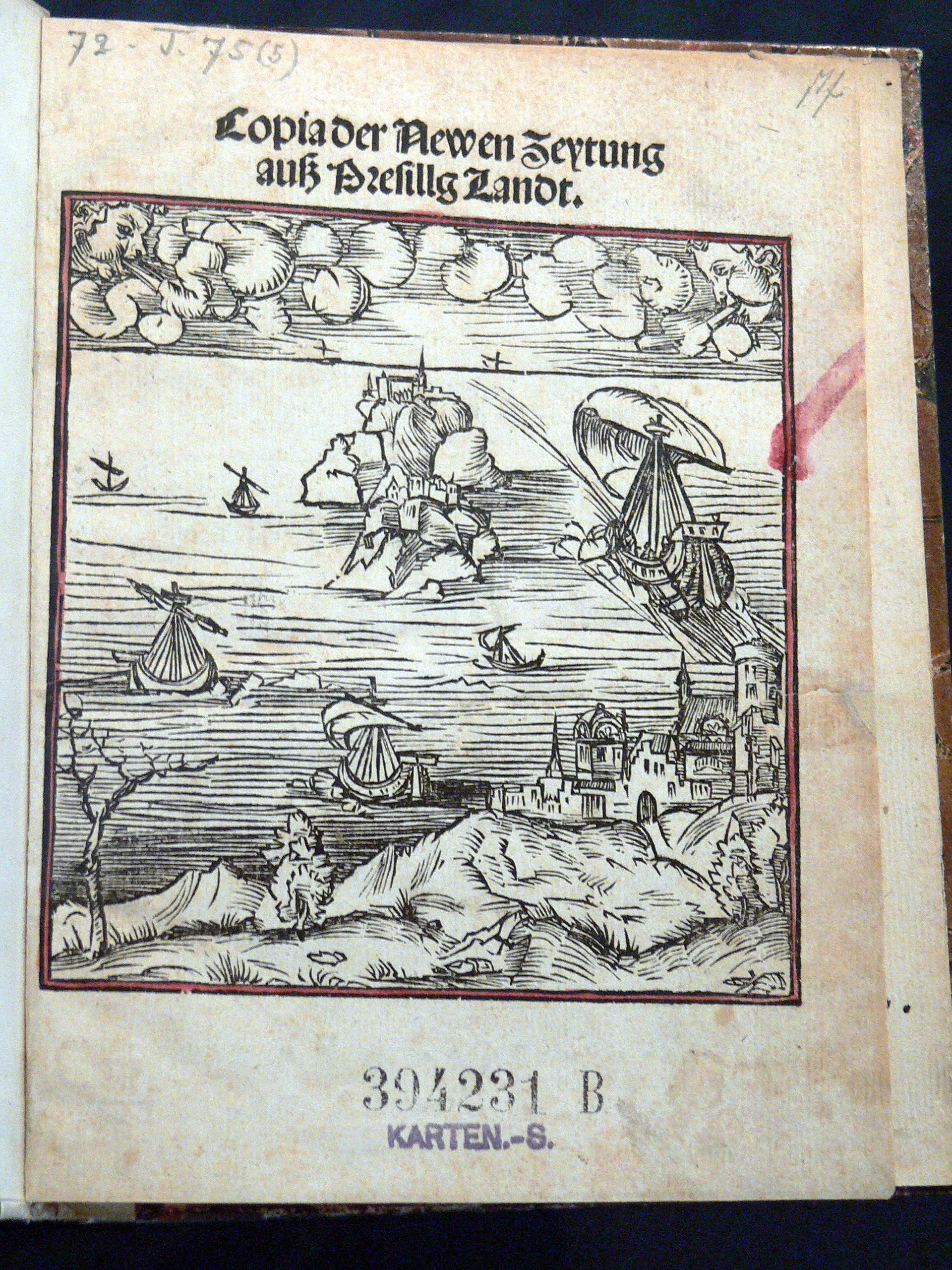
Couverture du tract Copia der Newen Zeitung auß Presillg Land, publié à Augsbourg en 1508, à propos de la découverte du Brésil par les Portugais.

Les historiens s'interrogent sur l'origine du plan de Magellan. En effet, sur le papier, son plan n'a rien d'exceptionnel, car il reprend les précédents projets menés par des anciens explorateurs comme Christophe Colomb, Amerigo Vespucci ou Hernán Cortés. Ce qui en fait son originalité, c'est que Magellan affirme avec certitude qu'il existe un passage (un paso en portugais) par l'ouest permettant d'accéder aux îles aux épices. Néanmoins, celui-ci n'a jamais voyagé vers ces régions, ce qui démontre qu'il a étudié les travaux de ses prédécesseurs dans les archives royales, notamment ceux du cosmographe allemand Martin Behaim, qui est le cartographe à la cour du roi du Portugal. En revanche, Behaim n'a également jamais participé à aucune expédition maritime, prouvant une nouvelle fois qu'il s'est appuyé lui aussi sur des travaux qui ne sont pas les siens.
Les recherches démontrent que le cartographe se serait appuyé sur un tract imprimé en allemand intitulé Copia der Newen Zeitung auß Presillg Land (de) et qui conte l'expédition d'un navire portugais. Ce document aurait été envoyé par un commissionnaire à une grande famille marchande allemande, les Welser. Ainsi, cette expédition aurait découverte le fameux passage recherché par les navigateurs européens sans pour autant que l'information ait été popularisée au sein des rangs expéditionnaires suivants. Cependant, les historiens ont analysé les travaux de Martin Behaim qui s'appuient sur ce tract et ont constaté que le passage est établi au quarantième degré de latitude. Mais en réalité, la géographie contemporaine démontre que ce passage tant recherché par Magellan, n'est autre que le futur détroit de Magellan qui se situe au cinquante-deuxième degré de latitude, et non pas au quarantième degré de latitude comme laissent penser les travaux de Behaim.
Ainsi, ce document se base sur une donnée fausse, car le passage décrit dans le Newen Zeytung correspond au golfe du Río de la Plata et non pas au détroit qui prendra par la suite le nom de celui qui l'a découvert : Fernand de Magellan. De fait, le corps expéditionnaire portugais aurait voyagé dans le golfe sans réussir à trouver des terres aux horizons et a été contraint de faire demi-tour à cause d'une tempête. Il faut savoir que les Européens ne sont pas habitués à voir des estuaires et des fleuves d'une aussi grande taille, c'est ce qui les mènera sur cette mauvaise piste. Par le fruit du hasard, Magellan s'est donc appuyé sur des informations erronées et a par la suite découvert le détroit.

## Le grand voyage (1519-1521)

Cartographie de la circumnavigation de Fernand de Magellan et de Juan Sebastián Elcano.

### L'accord entre la Couronne et Magellan

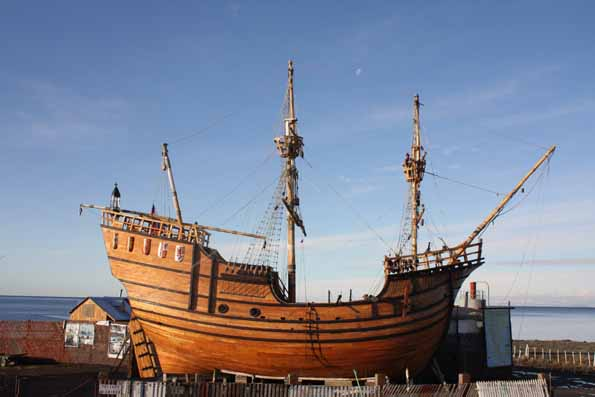
La reproduction de la caraque Victoria au musée Nao Victoria à Punta Arenas, Chili.

Le 22 mars 1518, Charles Ier nomme Magellan et Faleiro capitaines pour que ces derniers partent à la recherche des îles aux Épices et, en juillet, les élève au grade de commandeur de l'ordre de Santiago. Le roi leur octroie :
- le monopole sur la route découverte pour une durée de dix ans ;
- leur nomination comme gouverneurs des terres et des îles qu'ils rencontreraient, avec 5 % des gains nets qui en découleraient ;
- un vingtième des gains du voyage ;
- le droit de prélever mille ducats sur les prochains voyages, payant seulement 5 % sur les surplus ;
- la concession d'une île à chacun, mises à part les six plus riches, desquelles ils ne recevraient qu'un quinzième.

L'expédition est essentiellement financée par la Couronne et pourvue de cinq caraques (navires caractérisés par leur coque arrondie et leurs deux hauts châteaux avant et arrière) réarmées et équipées en vivres pour deux ans de voyage.

### Préparatifs
De multiples problèmes surgissent dans la préparation de ce voyage : insuffisances pécuniaires, manigances du roi de Portugal qui cherche à les faire arrêter, méfiance des Castillans envers Magellan et les autres Portugais engagés, sans oublier le caractère difficile de Faleiro. Finalement, grâce à la ténacité de Magellan, l'expédition voit le jour. Par l'entremise de l'évêque Juan Rodríguez de Fonseca, ils obtiennent l’implication du marchand flamand Cristóbal de Haro (en), qui fournit une partie des fonds et des marchandises à troquer.

### Le départ (10 août 1519)
La flotte lève l’ancre de Séville le 10 août 1519, mais doit attendre le 20 septembre pour hisser les voiles et quitter Sanlúcar de Barrameda, avec 237 hommes répartis sur cinq navires : la Trinidad, nef amirale commandée par Magellan ; le San Antonio commandé par Juan de Cartagena ; la Concepción commandée par Gaspar de Quesada, le Santiago commandé par Juan Serrano et la Victoria commandée par Luis de Mendoza. Les équipages sont formés d'hommes provenant de plusieurs nations. Paul Teyssier écrit : « … outre les Espagnols, il y avait parmi eux des Portugais, des Italiens, des Grecs et même des Français. De sorte qu'on peut parler, en un sens, d'un personnel européen ».
| Navire      | Tonnage | Équipage | Remarques |
| ----------- | ------- | -------- | --- |
| Trinidad    | 110     | 62       | Un supplétif sera débarqué aux Canaries. Navire commandé par Magellan, il finit arraisonné par les Portugais aux Moluques, avec vingt marins ayant survécu à une dramatique tentative de traversée du Pacifique. |
| San Antonio | 120     | 55       | Déserte l’expédition dans le détroit de Magellan et regagne Séville le 6 mai 1521. |
| Concepción  | 90      | 44       | Un supplétif montera à bord aux Canaries. Navire abandonné et brûlé devant l’île de Bohol, près de Cebu, en raison du manque d’hommes d’équipage. |
| Santiago    | 75      | 31       | Deux supplétifs monteront à bord aux Canaries. Naufragé le 3 mai 1520 dans les parages du río Santa Cruz. |
| Victoria    | 85      | 45       | Un supplétif montera à bord aux Canaries. Seul navire à réaliser la circumnavigation. À l’arrivée, ils ne sont plus que dix-huit Européens et trois Moluquois. Mais douze de leurs compagnons européens et un Moluquois, faits prisonniers par les Portugais au Cap-Vert, rejoignent Lisbonne, puis Séville, quelques semaines après. |
| Total       | 480     | 237      | Avec Juanillo, le fils métis du pilote João de Carvalho, qui rejoint son père dans la baie de Rio, et les quatre hommes embarqués aux Canaries, ce sont 242 hommes qui ont participé à l’expédition de Magellan. Parmi eux, il y aura 91 rescapés.                                                                                    |

### Début de l'expédition et mutinerie du San Julian (1519-1520)

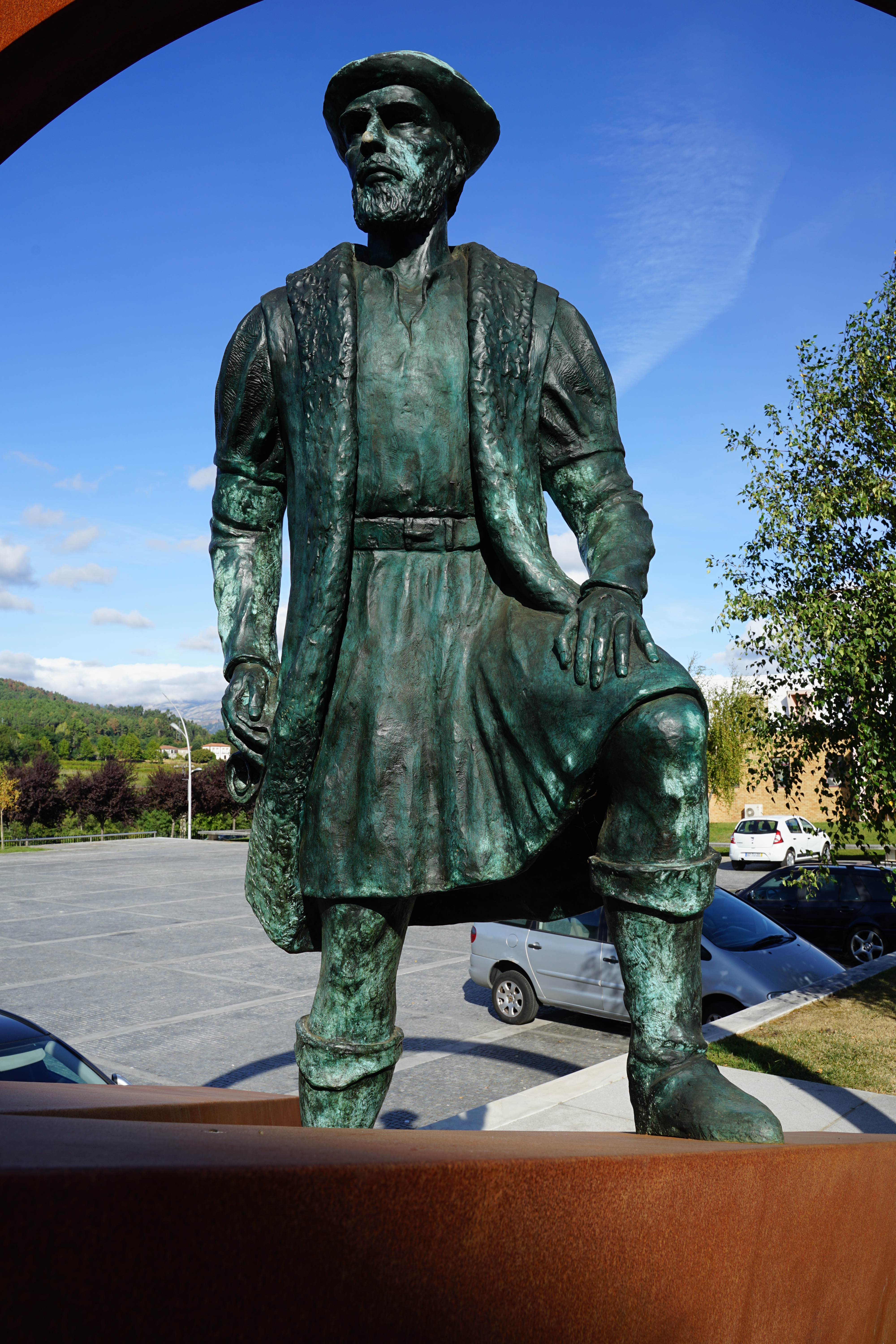
Statue à Ponte da Barca.

Un des membres de l'expédition, l'Italien Antonio Pigafetta, tient un journal du voyage. C'est grâce à lui que nous sont parvenus non seulement le récit complet du voyage, puisqu'il a fait partie des 18 survivants revenus le 6 septembre 1522, mais aussi les informations sur les mutins. En effet, des cinq capitaines de l'expédition, il semblerait qu'au moins trois ne partagent pas les vues de Magellan, au point que certains veulent se débarrasser de lui.
Après un bref séjour aux îles Canaries, quatre mois passent et la flottille arrive près des côtes du Brésil en décembre 1519. Elle bat pavillon espagnol, et le Brésil est une colonie portugaise. Après une brève escale pour se ravitailler à la Ponta de Baleia, près de l'archipel des Abrolhos, Magellan décide le 13 décembre 1519 de jeter l'ancre dans la baie de Santa Lucia, aujourd’hui connue sous le nom de Rio de Janeiro, qu’un de ses pilotes João Lopes Carvalho connaît bien pour y avoir séjourné sept ans auparavant. Celui-ci y retrouve Juanillo, sept ans, le fils qu'il avait eu d’une Indienne, et qu'il va embarquer sur la Concepción.
Fin décembre 1519, après une escale de quatorze jours, la flotte prend la direction du sud pour essayer de contourner l'Amérique du Sud. L'été austral se termine et plus Magellan navigue vers le sud, plus il fait froid. Il décide d’hiverner en Patagonie (Argentine). Le 31 mars 1520, la flotte trouve donc refuge dans un estuaire abrité qu'ils nomment port de San Julián. C'est ici qu'éclate « la mutinerie de Pâques » : Magellan la surmonte, mais avec de lourdes conséquences. Des équipages se soulèvent le 1er avril sous la conduite de Juan de Cartagena, Luis de Mendoza et Gaspar de Quesada qui s'inquiètent du tour que prend le voyage, doutent de l'existence de ce passage vers l'ouest et surtout de leurs chances de survie dans ces régions froides et désertes…
Magellan et les marins qui lui sont restés fidèles parviennent habilement à se défaire des mutins. Mendoza est tué par surprise par le prévôt (alguazil) Gonzalo Gómez de Espinosa, Quesada est exécuté après jugement, Juan de Cartagena et le prêtre Pedro Sánchez de la Reina sont abandonnés sur le rivage de Patagonie avec une épée et un peu de pain. La peine à laquelle sont condamnés quarante autres mutins, dont Juan Sebastián Elcano, est finalement amnistiée. Certains, dont le cosmographe Andrés de San Martín, subissent tout de même le pénible supplice de l'estrapade. La clémence de Magellan ne doit pas surprendre. Il avait besoin de tous pour poursuivre son voyage, comme l'écrit Stefan Zweig : « comment poursuivre le voyage, si, en vertu de la loi, il fait exécuter un cinquième de ses équipages ? Dans ces régions inhospitalières, à des milliers de lieues de l'Espagne, il ne peut pas se priver d'une centaine de bras ».

### Naufrage duSantiago, désertion duSan Antonioet découverte du détroit de Magellan (1520)

Carte représentant le trajet des navires dans le détroit.

Durant l'été austral, Magellan décide d'envoyer un de ses navires en reconnaissance pour trouver le fameux passage qui l'amènerait à l'ouest de l'Amérique, vers l'océan Pacifique. Malheureusement le Santiago s'échoue en mai. Trois mois plus tard, Magellan décide de repartir vers le sud avec les quatre navires restants. Le 21 octobre, Magellan aperçoit un cap qui marque l'entrée du détroit et qu'il baptise cap Virgenes (le cap des Vierges en espagnol). Il en commence l'exploration et reconnaît un passage vers l'ouest. Dans le dédale de fjords, cerné de falaises « menaçantes », aux eaux « sinistres », qu'il met plus d'un mois à traverser ; les récits indiquent que pendant la traversée du détroit, les marins aperçoivent de nombreuses fumées à l'intérieur des terres. La Tierra del Humo (en français : Terre des Fumées) qui apparaît sur les cartes postérieures au voyage, devient plus tard la Tierra del Fuego (Terre de Feu). Le détroit, nommé d’abord « chenal de Tous-les-Saints », prend rapidement le nom de détroit de Magellan en l’honneur du navigateur.
Au milieu du détroit, Estêvão Gomes, pilote du San Antonio, se rebelle avec ses hommes et met aux fers le capitaine Àlvaro de Mesquita, cousin de Magellan. Il rebrousse chemin, déserte et repart vers Séville avec son chargement de vivres et de marchandises à troquer. Après avoir traversé l’Atlantique, le navire parvient à Séville le 6 mai 1521 avec 55 hommes à son bord.

### Traversée du Pacifique et mort de Magellan (1520-1521)

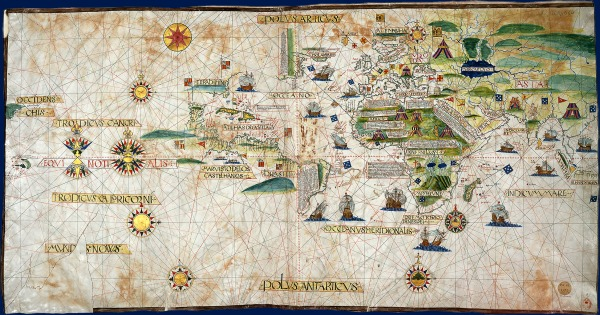
Longtemps connue sous le nom de : Kunstmann IV, cette carte de 1519, attribuée à Jorge Reinel et très probablement celle que Magellan offrit à Charles Quint, se démarque des représentations habituelles de l’époque par la dimension plutôt réaliste de sa « Mer du Sud » (l’océan Pacifique). La carte représentée ici est un fac-similé réalisé par Otto Progel en 1836 et conservé à la Bibliothèque nationale de France, l’originale ayant disparu à Munich pendant la Seconde Guerre mondiale. Également attribuée à un des frères Reinel, une autre carte semblable de 1519, cette fois en projection polaire antarctique,, est conservée à la Bibliothèque du palais de Topkapi à Istanbul sous le nom de Hazine n° 1825,.

À l'époque de Magellan, la circonférence de la Terre n'est pas encore connue avec précision, malgré le travail d'Ératosthène qui l'avait calculée près de dix-huit siècles auparavant. Mais Magellan ne sous-estime pas la dimension du Pacifique, comme une opinion courante le prétend.

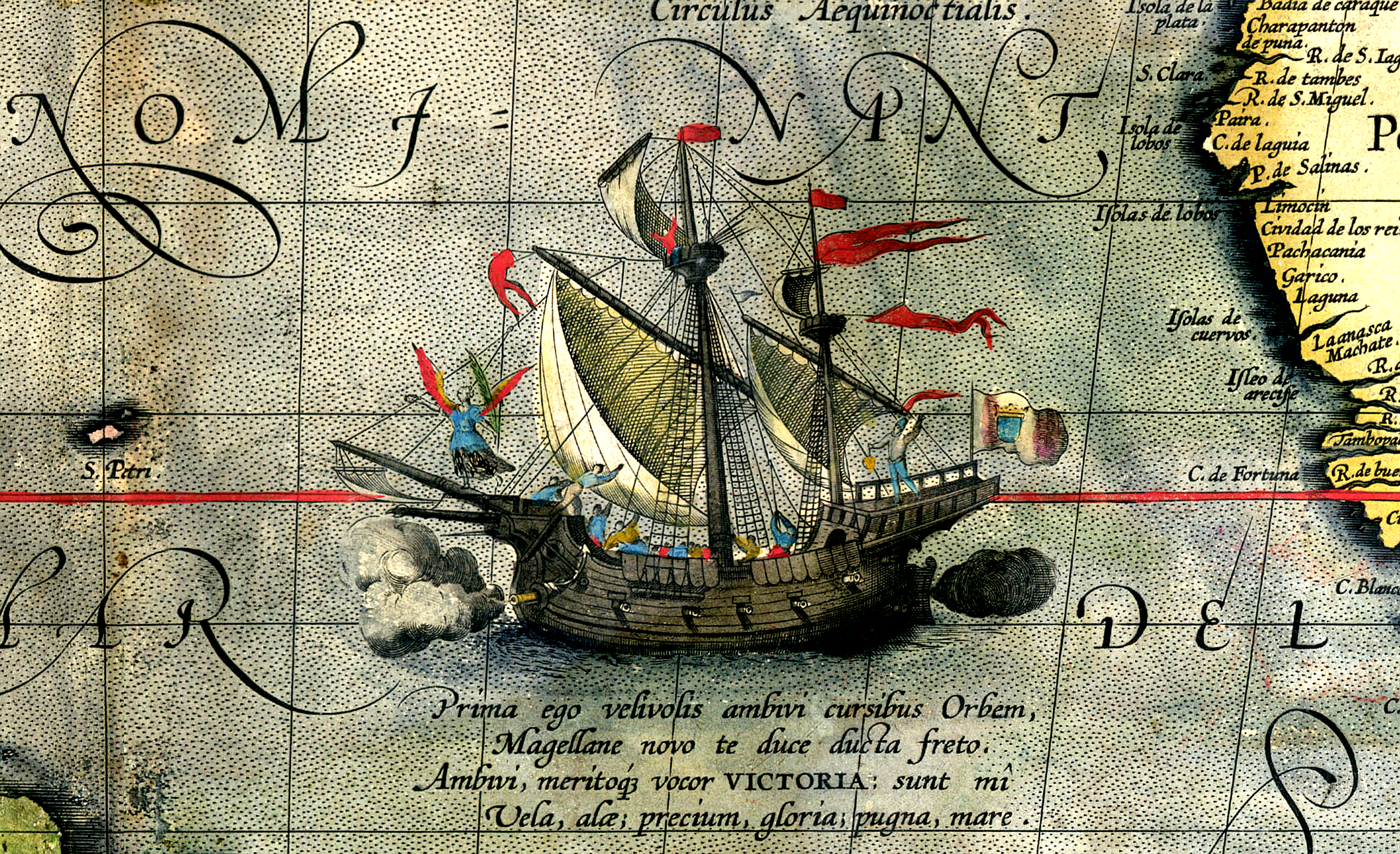
La Victoria sur une carte d'Ortelius de la fin du XVIe siècle.

En effet, l’interprétation graphique par l'historien moderne José Manuel Garcia des mesures indiquées par Magellan dans le mémoire géographique (Lembrança geográfica) qu'il fit remettre à Charles Quint en septembre 1519 (document cité in extenso par cet historien), conteste l’idée selon laquelle Magellan ignorait tout de l’immensité de l’océan Pacifique, aboutissant ainsi aux mêmes conclusions que les travaux de Michel Chandeigne, Jocelyn Hamon et Luís Filipe Thomaz sur la question,,.
Cette interprétation des différents calculs présentés par Magellan dans ce mémoire laisse effectivement présager un très vaste océan entre le sud du continent américain et l’objectif premier de cette expédition maritime : l’archipel des Moluques (en Indonésie actuelle), ces légendaires « îles aux épices », alors productrices exclusives du clou de girofle,,,,.
Magellan place ainsi les Moluques à environ 4° à l’est du domaine espagnol délimité par la démarcation extrême-orientale – hypothétique – du méridien né du traité de Tordesillas (1494), alors que cet archipel se situe, en réalité, à 5° à l’ouest (et donc dans le domaine portugais) : une erreur d’autant plus faible qu’il était alors impossible de mesurer avec exactitude les longitudes, et que l’emplacement de l’archipel moluquois ne put être mesuré précisément que deux ou trois siècles plus tard.
Autre argument venant étayer cette interprétation, les conceptions géographiques évoquées dans le Lembrança geográfica de Magellan se retrouvent sur une carte maritime anonyme de 1519, document attribué au cartographe portugais Jorge Reinel qui, avec son père Pedro Reinel également cartographe, avait rejoint Magellan à Séville,.
Dès lors, il ne peut être exclu que cette carte était identique aux deux planisphères saisis par les Portugais sur la Trinidad (nef amirale de la flotte) le 28 octobre 1522,, ou encore semblable au globe peint que, selon le chroniqueur espagnol Bartolomé de Las Casas, Magellan et le cosmographe Rui Faleiro auraient présenté au jeune Charles Ier des Espagnes (futur Charles Quint, empereur du Saint-Empire romain germanique), fin février ou début mars 1518 à Valladolid,,, entrevue royale couronnée de succès puisque le souverain espagnol décida d’avaliser le projet d’expédition vers les Moluques.
Toutefois, la surprise du navigateur est de trouver un océan vide. Après avoir essuyé de grandes tempêtes jusqu’au 18 décembre 1521 (en remontant vers le nord, le long de la côte chilienne), d’après la chronique de l’historien espagnol Antonio de Herrera y Tordesillas, Magellan finira par rebaptiser la « Mer du Sud » en « Pacifique », en raison du temps calme qu'il rencontrera pendant le reste de sa traversée jusqu'aux îles Mariannes, puis aux futures Philippines, traversée de trois mois et vingt jours. Par malchance, il n'approche aucune des nombreuses îles qui parsèment l’océan, à l'exception de deux atolls déserts, baptisés Islas Infortunadas où il ne peut accoster.
L'eau n'est plus potable, les rations vont s'amenuisant, le biscuit même vient à manquer, l'équipage doit survivre en mangeant des rats puis des chats, en buvant de la soupe de copeaux de bois trempés dans de l'eau de mer, en faisant cuire les carrés de cuir décousus du coin des voiles. Antonio Pigafetta écrit : « nous ne mangions que du vieux biscuit tourné en poudre, tout plein de vers et puant, pour l'ordure de l'urine que les rats avaient faite dessus et mangé le bon, et buvions une eau jaune infecte ». Le scorbut et le béribéri minent l'équipage, mais sans l'anéantir. Une étude récente montre qu’il n'y a eu que neuf morts lors de cette traversée de trois mois et demi, sans doute grâce au céleri sauvage (Apium prostratum) abondamment récolté dans le détroit. Le 6 mars 1521, ils parviennent en vue de Guam aux Mariannes où ils peuvent se ravitailler partiellement après avoir été pillés par les indigènes venant à leur rencontre à bord de pirogues, l'archipel ayant été baptisé, d'après Antonio Pigafetta, « Las Islas de los Ladrones », (les îles des Voleurs). Ils font voile ensuite pour les Philippines, et débarquent le 17 mars sur l’île d'Homonhon.
Ils trouvent des paysages idylliques, les épices, les oiseaux multicolores, des indigènes qui semblent pacifiques. Une première escale a lieu sur l’île de Limasawa, où est dite la première messe aux Philippines (en), une seconde sur celle de Cebu, où le roi Humabon se convertit au christianisme avec son peuple.
Lapu-Lapu, roi de la petite île de Mactan, en face de Cebu, refuse de se soumettre aux envahisseurs. Magellan mène une expédition contre lui en estimant que soixante hommes en armure dotés d’arquebuses peuvent vaincre des indigènes nus trente fois plus nombreux. Lors de cette bataille de Mactan, le 27 avril 1521, Magellan est blessé par une flèche empoisonnée et tombe sous les coups, avec six de ses compagnons,. La chronique d'Antonio Pigafetta apporte des précisions essentielles sur cet épisode : les guerriers de Lapu-Lapu s'étaient confectionnés des boucliers en bois extrêmement dur, résistant aux arquebuses, et armés de flèches empoisonnées dont le venin avait un effet quasi immédiat.
Quatre jours après la défaite de Mactan, le 1er mai, Humabon tend une embuscade aux nouveaux arrivants lors d'un dîner au cours duquel il dit vouloir remettre aux officiers de la flotte les « joyaux et présents qu'il avait promis d'envoyer au roi d'Espagne » selon l'expression de Pigafetta : il s'agit simplement pour le roi de Cebu de revenir en grâce auprès des seigneurs voisins qui souhaitaient se débarrasser des Européens. Selon Pierre Martyr d'Anghiera (1457-1526), l'origine de cette agression est à chercher dans le viol des femmes. Ceux qui sont restés à bord des navires à l'ancre s'enfuient. Toujours selon le témoignage d'Antonio Pigafetta, Enrique, le domestique de Magellan, originaire des îles dont il parle la langue, se rallie à Humabon. En effet, le testament de Magellan stipule que son fidèle serviteur doit être affranchi. Or le beau-frère de Magellan, Duarte Barbosa, rejette cette disposition testamentaire et exige d'Enrique qu'il reste à bord. Cette contrainte injuste et illégale révolte l'intéressé qui rejoint Humabon. Ce dernier, informé des faiblesses des Européens restés sans chef après la mort de Magellan, estime le moment opportun pour se débarrasser d'eux.

## Le voyage après la mort de Magellan (1521-1522)

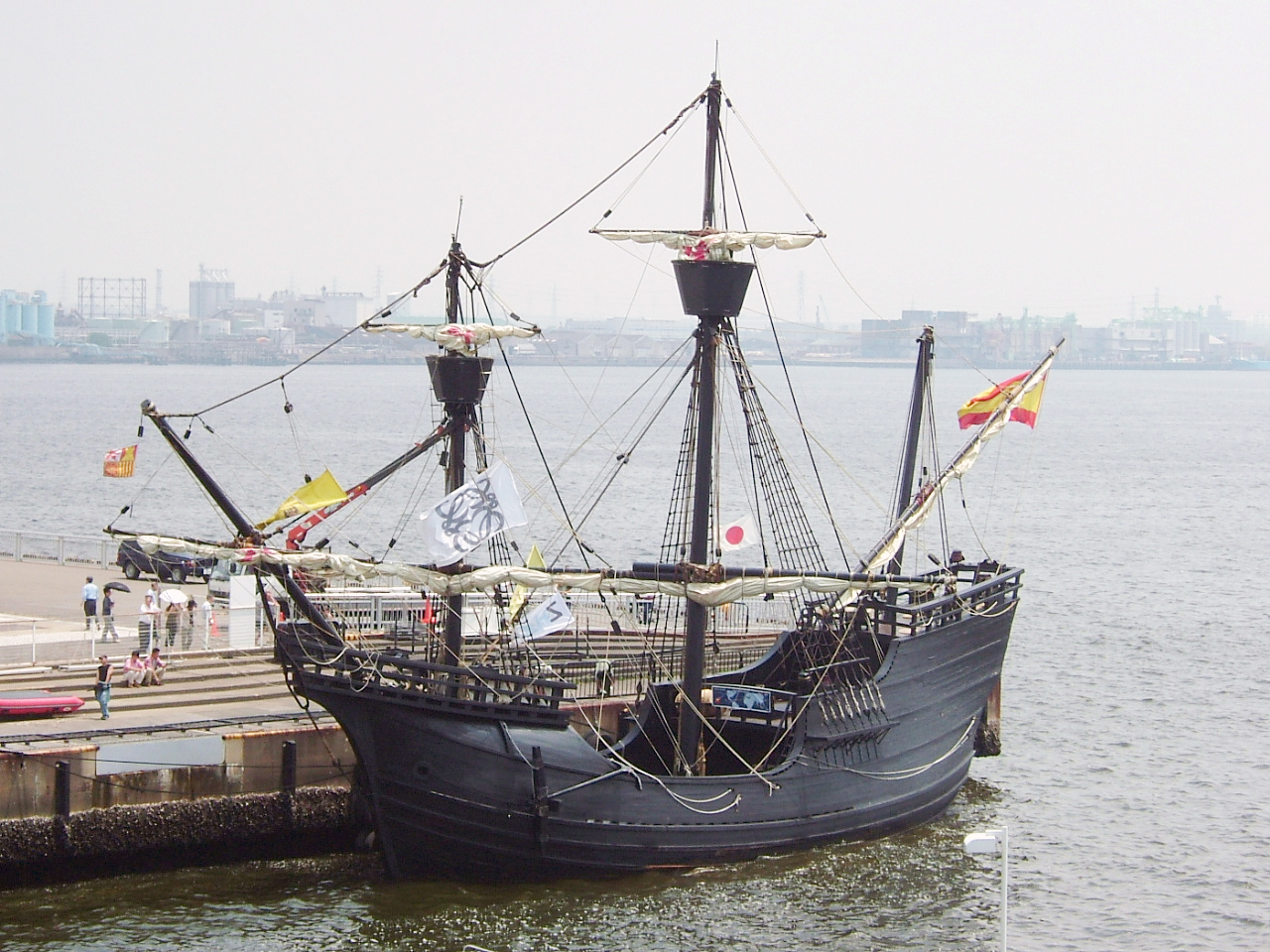
La Victoria, premier navire à avoir accompli la circumnavigation du globe. Réplique du navire présentée à l'Expo Aichi 2005.

Il ne reste alors que 113 hommes désormais placés sous le commandement de Juan Sebastián Elcano. Ce nombre est insuffisant pour assurer la manœuvre de trois vaisseaux. Le 2 mai 1521, la Concepción est brûlée devant l’île de Bohol.

### Des Philippines aux Moluques
La Victoria (60 hommes, dont 13 Moluquois) et la Trinidad (50 hommes commandés par João Lopes de Carvalho) prennent le large, font escale à Palawan pour s’approvisionner en riz, puis atteignent le Sultanat de Brunei, dans le nord de l’île de Bornéo, à la mi-juillet . Ils en repartent le 29 juillet et se dirigent vers les îles aux Épices où ils accostent le 8 novembre 1521 à Tidore, une des îles Moluques.
Celles-ci sont déjà connues des Portugais. Depuis 1512, le comptoir était dirigé par Francisco Serrão, qui est mort quelques mois avant l’arrivée des navires espagnols.
Les équipages chargent d'épices les deux navires et repartent.

### L'échec du retour de laTrinidad
Immédiatement, une importante voie d'eau est découverte sur la Trinidad, qui est contrainte de rester sur place pour faire des réparations, ne repartant que quatre mois plus tard en direction de l'isthme de Panama, connu depuis 1513 des explorateurs espagnols.
Mais, ne parvenant pas à trouver les vents d'ouest, le navire est arraisonné par les Portugais qui ne trouvent à son bord que vingt marins très affaiblis.

### Le retour à Séville de laVictoriaet d'Elcano
La Victoria, sous le commandement d’Elcano, quitte l'île de Tidore le 21 décembre 1521 et s'engage dans des mers qui sont dévolues aux Portugais par le traité de Tordesillas. Le voyage doit donc avoir lieu à l'insu des Portugais, ce qui exclut de faire escale dans un endroit où ceux-ci sont présents.
Le navire réussit à traverser l'océan Indien et passer le cap de Bonne-Espérance, puis à remonter jusqu'en Espagne, atteignant Sanlúcar de Barrameda le 6 septembre 1522, avec seulement dix-huit membres d'équipage. Douze sont restés prisonniers des Portugais au Cap-Vert et ne reviennent que quelques semaines plus tard.
La vente des épices ramenées de Tidore rembourse l'essentiel des frais engagés au départ, mais est insuffisante pour couvrir les arriérés de solde dus aux survivants et aux veuves. Au total, le bilan financier est très négatif.

### Suites de l'expédition de Magellan
Les expéditions de García Jofre de Loaísa en 1526 et d'Álvaro de Saavedra en 1527 (celui-ci partant de Zihuatanejo (actuel Mexique), sur l'ordre du capitaine général de la Nouvelle-Espagne, Hernán Cortés) sont des échecs.
En 1529, par le traité de Saragosse, l'Espagne renonce à ses prétentions sur les Moluques, moyennant une compensation de 350 000 ducats. Mais elle maintient ses revendications sur les Philippines au nom de la première découverte, ouvrant une ligne Manille-Acapulco en 1565 et procédant à l’occupation du territoire.
Comme l'écrit Pierre Chaunu : « le retour d'El Cano par la voie portugaise de la Carreira da India a une valeur scientifique, non pas économique. Il est prouvé qu'on ne peut contrebattre valablement par le passage du sud-ouest la navigation indo-portugaise du cap de Bonne-Espérance ».
Il faut attendre 58 ans pour qu'ait lieu la deuxième circumnavigation, réalisée par l'Anglais Francis Drake (1577-1580).
Le détroit de Magellan n'est en fait pas utilisé pour aller de l'Atlantique au Pacifique : les Espagnols préfèrent effectuer un transbordement sur l'isthme de Panama pour atteindre les côtes américaines du Pacifique.
Le cap Horn est découvert en 1616, mais n'est pas utilisé non plus de façon courante.
Le percement du canal de Panama en 1914 apporte une solution définitive au problème du passage maritime à travers le continent américain.

## Liste des premiers circumnavigateurs

Monument à la mémoire de Magellan à Punta Arenas (Chili).

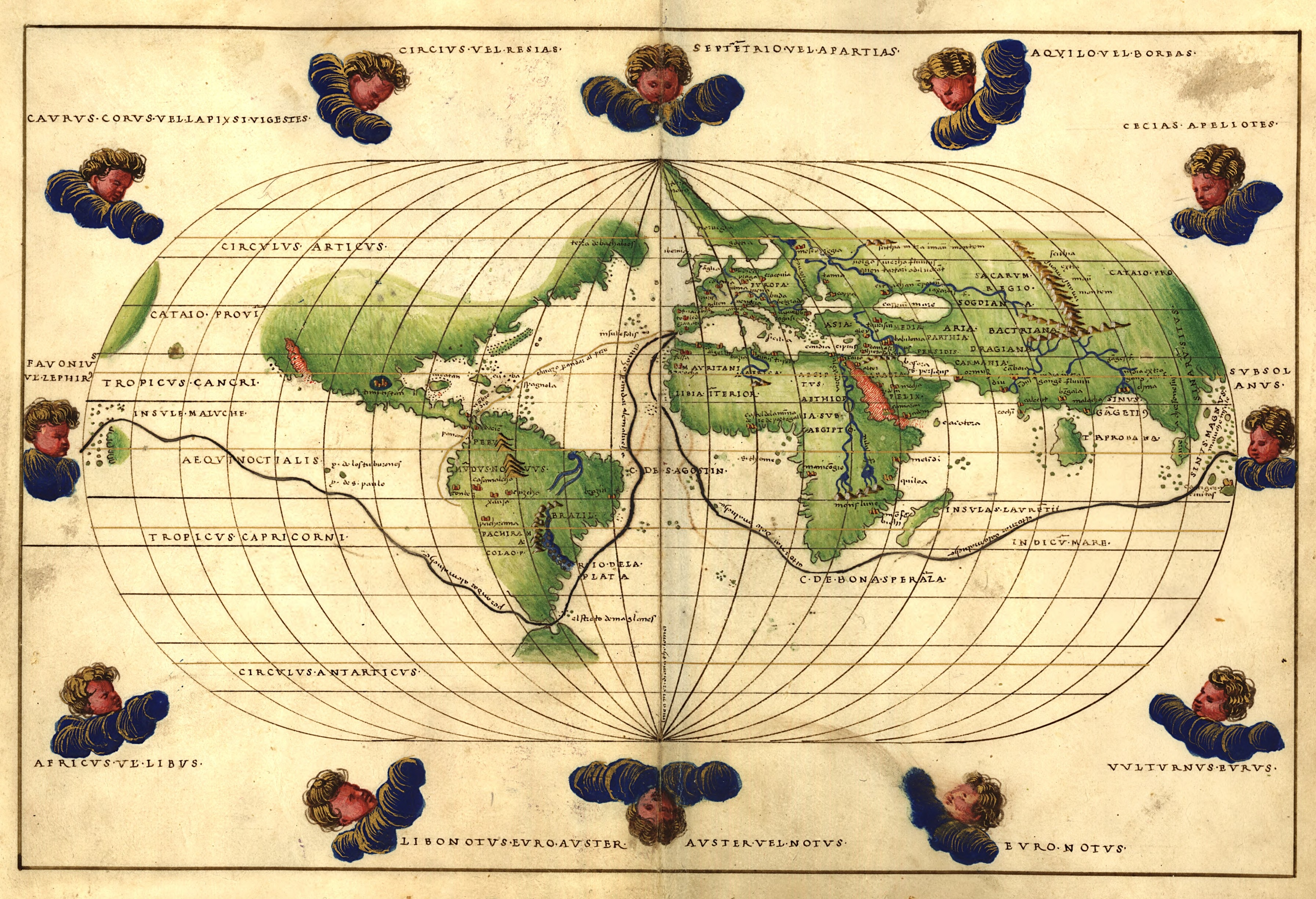
Mappemonde avec la route de Magellan et d'Elcano, par Battista Agnese, Atlas nautique, Venise, 1544.

Dix-huit Occidentaux, dont le capitaine Juan Sebastián Elcano et le supplétif Antonio Pigafetta, sont les premiers à compléter le tour du monde,.
Les douze hommes retenus prisonniers au Cap-Vert reviennent quelques semaines plus tard à Séville, via Lisbonne,.
Les cinq survivants de la Trinidad ont aussi accompli le tour du monde, mais ils ne reviennent en Europe qu’en 1525-1526. Au total, sur les 237 hommes au départ de l'expédition, seuls 35 parviennent donc à boucler le tour du monde.
En 1938, Stefan Zweig, dans sa biographie, avance l’idée que le premier homme à avoir bouclé le tour du monde serait l'esclave de Magellan, Enrique, dès 1521, pour la seule raison qu'aux Philippines il avait pu dialoguer avec les indigènes, les sujets du roi Humabon. L'idée a fait florès depuis. En fait, Enrique peut s'entretenir avec les Philippins, non pas dans une des langues locales, tagalog ou visaya, mais en langue malaise, qui est la lingua franca parlée par les marins et les habitants des côtes ayant affaire aux marchands malais sur toutes les mers de l’Insulinde,. Toutefois, Enrique, originaire de Sumatra et dont la trace se perd aux Philippines, n'a peut-être pas réalisé le premier tour du monde.

## Repères chronologiques
| Date                    | Description                                                                            |
| ----------------------- | -------------------------------------------------------------------------------------- |
| 10 août 1519            | Départ de Séville                                                                      |
| 13 décembre 1519        | Arrivée dans la baie de Santa Lucia (Brésil)                                           |
| 12 janvier 1520         | Début d'exploration du Rio de la Plata (Argentine)                                     |
| 31 mars 1520            | Arrivée à Puerto San Julián (Patagonie, Argentine)                                     |
| 1er avril 1520          | Mutinerie de San Julián                                                                |
| 3 mai 1520              | Naufrage du Santiago                                                                   |
| 21 octobre 1520         | Découverte du cap Virgenes, entrée du détroit                                          |
| vers le 8 novembre 1520 | Désertion du San Antonio qui rentre à Séville                                          |
| 28 novembre 1520        | Entrée de la flotte dans l'océan Pacifique                                             |
| 6 mars 1521             | Arrivée aux Mariannes                                                                  |
| 7 avril 1521            | Arrivée à Cebu                                                                         |
| 27 avril 1521           | Mort de Magellan et de six autres hommes lors du combat contre les indigènes de Mactan |
| 2 mai 1521              | Destruction volontaire de la Concepcion                                                |
| 8 novembre 1521         | Arrivée aux Moluques sur l'île de Tidore du Trinidad et du Victoria                    |
| 21 décembre 1521        | Départ de la Victoria chargée de girofle pour l'Espagne                                |
| 19 mai 1522             | La Victoria passe le cap de Bonne-Espérance                                            |
| 6 septembre 1522        | La Victoria accoste à Sanlucar de Barrameda                                            |

## Postérité

### Hommages
Le récit De Moluccis Insulis de Maximilianus Transylvanus est publié en 1523. C'est à partir de ce texte que l'Europe a pu en tout premier lieu satisfaire sa curiosité concernant le premier tour du monde réalisé par un navire espagnol. Relation du voyage de Magellan, le récit beaucoup plus complet d'Antonio Pigafetta, connaît un certain succès à sa publication en 1526. Magellan reste cependant calomnié par les survivants espagnols du périple, critiques de son commandement, et par le Portugal, qui le considère comme un traître. Les exploits de Magellan sont oubliés dès la fin du XVIe siècle. C'est l'effervescence nationaliste du début du XXe siècle qui remet Magellan au devant de la scène, alors que l'Espagne et le Portugal veulent renouer avec un passé glorieux, eux qui sont en retrait de la scène internationale depuis la perte de leurs colonies américaines le siècle précédent. Lors de l'Exposition ibéro-américaine de 1929 à Séville, alors que Primo de Rivera est au pouvoir, le nom de Magellan est donné à une voie conduisant à la place de l'Amérique ; lors de celle du Monde portugais de 1940, à Lisbonne, sous la dictature de Salazar, une statue à son effigie est érigée derrière celle d'Henri le Navigateur. Ne pouvant être rattaché à une seule nation, sa place est encore mineure. C'est la biographie de Stefan Zweig en 1938 qui donne à Magellan une aura dépassant la péninsule ibérique ; elle suscite d'autres biographies d'auteurs nationalistes portugais. Le peuple portugais s'est désormais pleinement réapproprié ce personnage,.
En 2017, le Portugal propose que la route Magellan soit inscrite au patrimoine mondial de l'UNESCO, conduisant à une polémique deux ans plus tard en Espagne, l'Académie royale d'histoire de Madrid martelant « la pleine et exclusive espagnolité de l'entreprise ». Une partie de la droite espagnole accuse alors la gauche au pouvoir de brader la mémoire de Magellan en voulant la partager avec le Portugal. La rivalité entre les deux pays ressurgit en effet cette année là, alors que le 500e anniversaire du premier tour du monde est célébré. Lors d'un colloque organisé en 2018 à Valladolid (« Primus circumdedisti me », une phrase inscrite sur le blason d'Elcano), l'historien Serge Gruzinski plaidait pour sa part en faveur d'une histoire du tour du monde « sortie de son contexte strictement castillan-portugais et intégré dans une mémoire européenne globale ». Finalement, la demande auprès de l'UNESCO devrait être commune aux deux pays.
Les Nuages de Magellan sont nommés en son honneur au début du XIXe siècle, de même que la sonde spatiale Magellan en 1989 ou le Manchot de Magellan pour rappeler que l'explorateur avait aperçu cet oiseau en 1520 au cours de son voyage au sud du continent sud-américain. Pour sa mise en service en 2022, un des plus grands téléscopes terrestres, installé au Chili, prendra le nom de Magellan.
Créées en 1999, les éditions Magellan & Cie ont vocation à donner la parole aux écrivains-voyageurs de toutes les époques.
Trois cratères, deux situés sur la Lune (Magelhaens et son cratère satellite « Magelhaens A ») et un autre sur Mars (Magelhaens (en)), ont été nommés d'après Magellan et orthographiés « Magelhaens ».
De nombreux colloques, publications et cérémonies sont prévus pour la célébration du 5e centenaire de la 1re circumnavigation de la Terre, tel le Sanlúcar de Barrameda 2019-2022.

## Magellan dans la culture

### Littérature
Magellan est un personnage, important mais intrusif, de la rencontre des civilisations, du roman français Qui a fait le tour de quoi ? (L'affaire Magellan) (2020) de Romain Bertrand.
Magellan est aussi un personnage du manga japonais à succès One Piece d'Eiichirō Oda. Il est le directeur de la prison gouvernementale sous-marine d'Impel Down concentrant les ennemis les plus dangereux du Gouvernement Mondial et il est également le principal antagoniste de cet arc.

### Télévision
La série documentaire « L’Incroyable Périple de Magellan » de François de Riberolles, diffusée sur Arte en 2022, lui est consacrée. Agrémentée de témoignages de navigateurs, d’historiens et d’anthropologues, cette série de quatre épisodes retrace la vie du navigateur, de sa jeunesse jusqu'à son expédition en septembre 1519 et son arrivée dans l'archipel indonésien des Moluques.